# دونالد أ. كالاهان
دونالد أ. كالاهان هو محامي وسياسي أمريكي، ولد في 1876، وتوفي في 26 أكتوبر 1951. نشط حزبياً في الحزب الجمهوري. وقد انتخب عضو مجلس ولاية أيداهو ‏ وانتخب عضو مجلس نواب ايداهو ‏.